# Lovely Boy
Lovely Boy è un film del 2021 diretto da Francesco Lettieri.

## Trama
Nic, in arte "Lovely Boy", è un giovane astro nascente della scena trap romana che, persosi in una spirale autodistruttiva, cerca di ritrovare se stesso in un'isolata comunità di recupero sulle Dolomiti.

## Produzione
Le riprese sono cominciate nell'aprile 2021 e si sono tenute a Roma e in Trentino-Alto Adige.

## Promozione
Il teaser trailer del film è stato diffuso online il 28 luglio 2021.

## Distribuzione
Il film è stato presentato in anteprima mondiale nel settembre 2021 alle Giornate degli autori della 78ª Mostra internazionale d'arte cinematografica di Venezia. Sarà poi trasmesso in prima visione da Sky e successivamente su Now TV.